# Geocapromys thoracatus
Geocapromys thoracatus är en utdöd gnagare som först beskrevs av Frederick W. True 1888.  Geocapromys thoracatus ingår i släktet kortsvansade bäverråttor, och familjen bäverråttor. IUCN kategoriserar arten globalt som utdöd. Inga underarter finns listade i Catalogue of Life.
Denna gnagare levde på Islas del Cisne (svanöarna) nära Honduras. Troligen bildades arten av andra kortsvansade bäverråttor som introducerades för 7000 till 5000 år sedan av indianerna på ögruppen. Fram till början av 1900-talet var populationen jämförelsevis stor. På grund av flera orkaner och införda rovdjur som tamkatter dog de ut vid mitten av 1900-talet. Habitatet utgjordes av buskskogar.